# Luis Frade Pazos
Luis Frade Pazos (Bendoiro, Lalín, 1894 - † Tenorio (Cotobad), 9 de noviembre de 1936) fue un político de Galicia (España).

## Vida personal
Luis Frade Pazos nace en Bendoiro (Lalín) en 1894. Después de su matrimonio con Rogelia Sanmartín se traslada a Fondevila en la parroquia de Donsión. Fue uno de los fundadores de la sociedad obrera de Ponte-Nova, de la que es elegido vicepresidente en enero de 1931. Tuvo cinco hijos: Alfonso, Alberto, Osvaldo, Elsa y Luis Frade Sanmartin.

## Trayectoria política
Se presenta a las elecciones municipales en la candidatura encabezada por Manuel Ferreiro, siendo elegido concejal y nombrado 2.º procurador-síndico. Es uno de los ediles más activos de la corporación republicana, presentando diversas mociones que intentan solucionar los problemas agrarios (cuestión foral, creación de granjas agrícolas experimentales, prohibición de la importación de carne del extranjero, contra el Tratado de Uruguay) y contra el caciquismo (denuncias a los médicos que no atienden a pobres). 
Cesa como concejal en agosto de 1934 al ser destituida la corporación republicana por una afín al Partido Radical. Repuesto nuevamente en febrero de 1936, es el único edil que permanece en la Comisión Gestora nombrada por el gobernador civil del 11 de abril de 1936, siendo elegido 2.º teniente-alcalde.
Luís Frade, había sido nombrado en marzo recaudador municipal, y es quien se ocupa en la práctica la dirección del Concello en estrecha colaboración con Manuel Ferreiro, ahora en el cargo de Secretario Municipal, ya que el alcalde Xesús Golmar desempeñaba el cargo de maestro en Méixome y de primer Teniente-Alcalde Manuel Diéguez Varela también maestro con escuela en Riveiriña (Concello de Carballedo), tampoco podía asistir regularmente a la casa consistorial.
El día anterior al golpe de Estado fue elegido Presidente de la colocación obrera de Lalín en representación de la Sociedad La Fraternidad de Donsión encuadrada en la UGT. El 19 de julio va a Pontevedra con Ferreiro y los otros alcaldes de la Comarca del Deza para recibir instrucciones del gobernador civil. Al día siguiente permanece al frente del Concello mientras la expedición dezana marcha a la capital para intentar detener a los militares. Aún está presente en el último pleno municipal que se celebra el día 21.
No fue detenido de inmediato, sino que las nuevas autoridades lo chantajearon indicándole que si pagaba una deuda que tenía con el Concello como recadador, no sería molestado. Frade consigue en octubre un préstamo con el que abona las 5.100 pesetas que le reclamaban, pero esto no lo salva de la detención. A pesar de las advertencias, se niega a esconderse o a huir, alegando que no cometió ningún delito. Lo detienen el día 27 de octubre y lo internan en la Prisión de Lalín. El 4 de noviembre es trasladado junto con otros 38 detenidos a la Isla de San Simón, de donde lo sacan cinco días después y es fusilado en Tenorio (Cotobad).
| Predecesor: Desconocido | Concejal 1931-agosto de 1934                                      | Sucesor: Desconocido |
| Predecesor: Desconocido | Concejal y segundo teniente alcalde Febrero de 1936-julio de 1936 | Sucesor: Desconocido |